# Gonzalo Díaz Palomeque
Gonzalo Diago o Díaz Palomeque (Toledo, ? - ib., 1310) fue un eclesiástico español, obispo de Cuenca y de Toledo.

Promovido al arzobispado en Toledo en sustitución de su tío Gonzalo Gudiel, que había sido nombrado cardenal, se destacó en la archidiócesis por presidir el concilio de Peñafiel de 1302, conseguir la bula por la que Bonifacio VIII legitimaba a Fernando IV de Castilla como heredero al trono, erigir la iglesia de Santa Leocadia en colegiata 
o fundar la capilla de los Reyes Viejos de la catedral de Toledo, en la que inicialmente fue sepultado, para ser trasladado posteriormente a la de Santa Lucía.
| Predecesor: Gonzalo García | Obispo de Cuenca 1272 - 1275                      | Sucesor: Pascual                  |
| Predecesor: Gonzalo Gudiel | Arzobispo de Toledo Primado de España 1299 - 1310 | Sucesor: Gutierre Gómez de Toledo |